# Keio Rail-Land

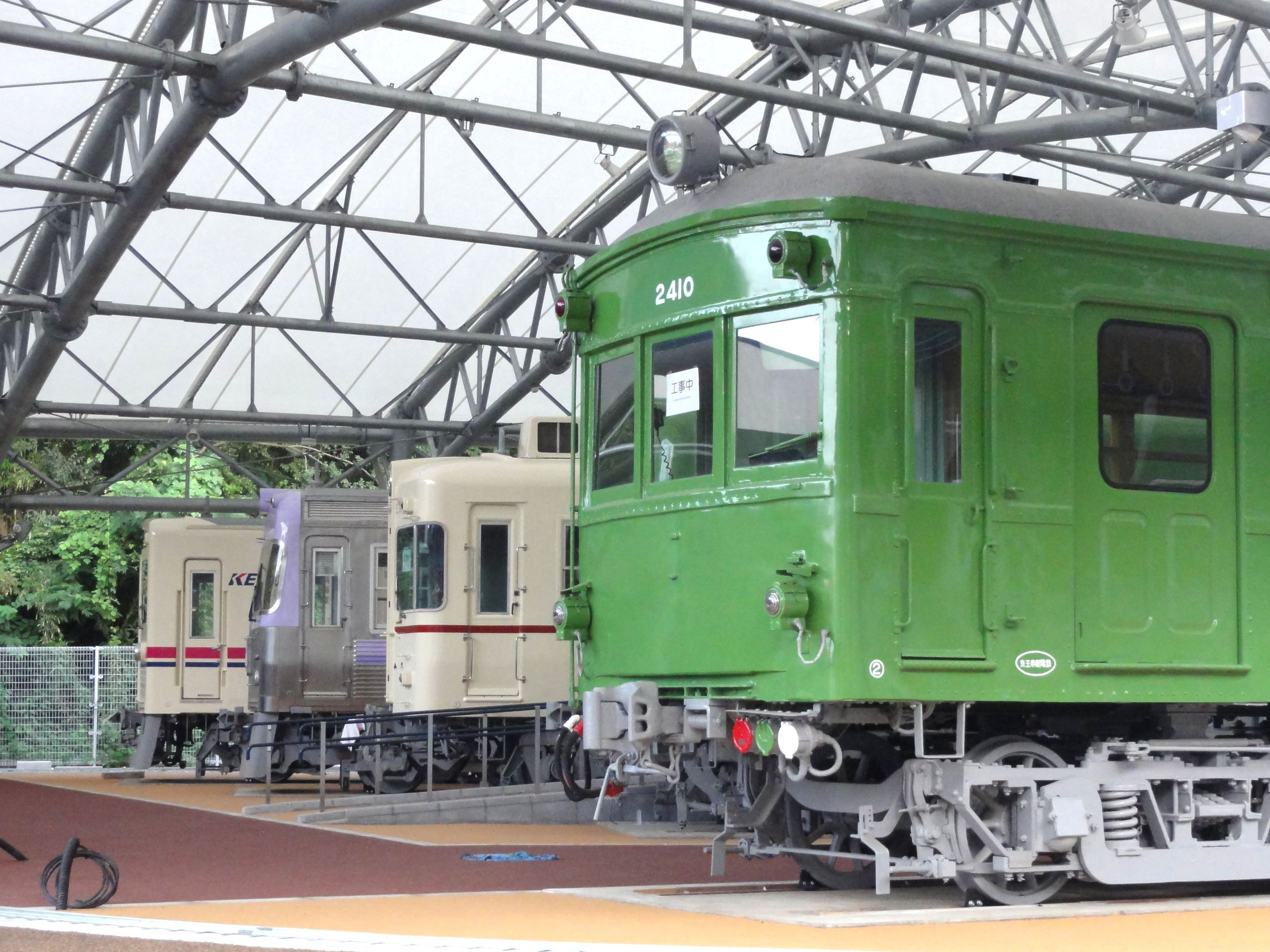
Züge im Keio Rail-Land

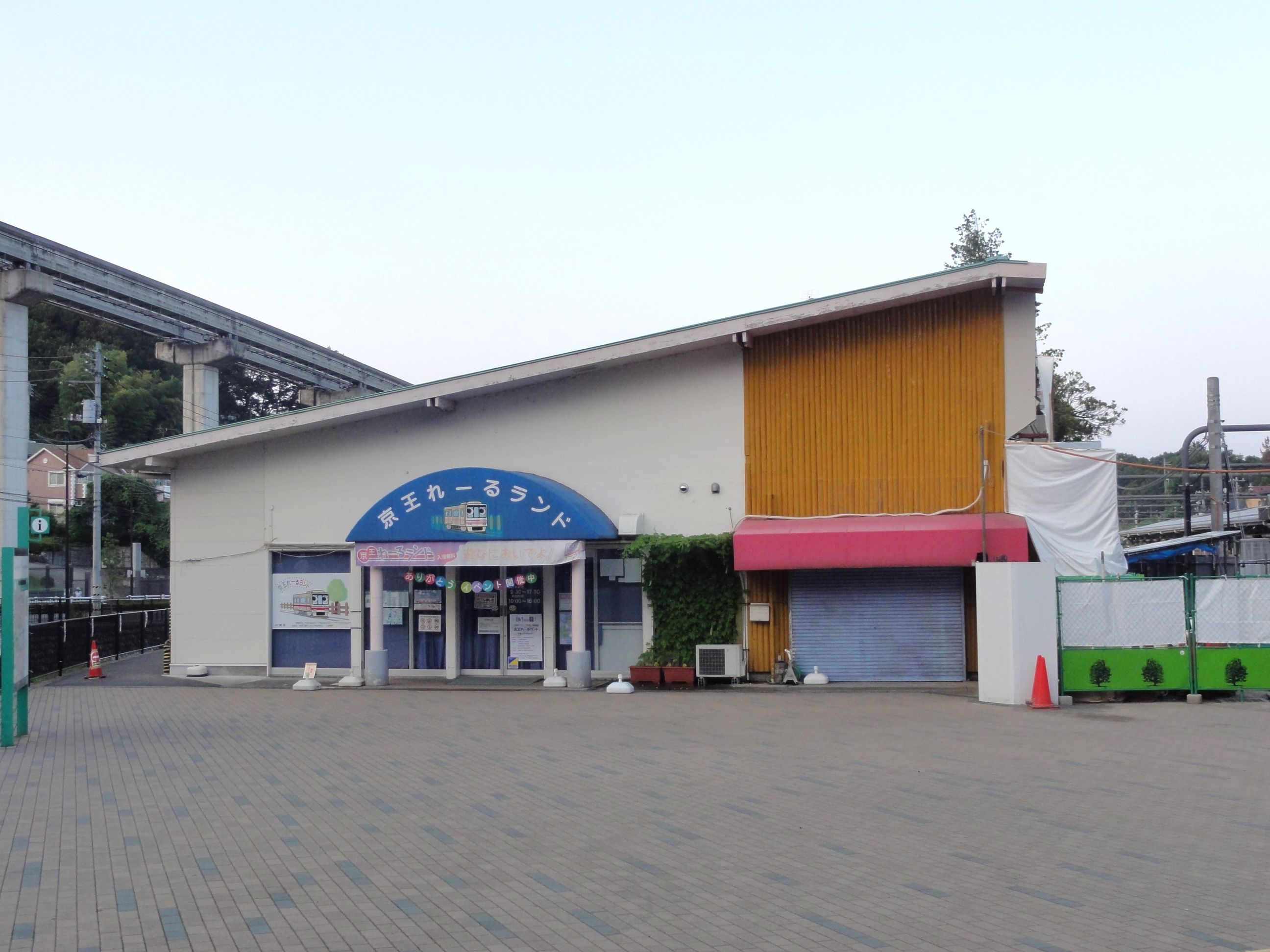
Ausstellungsgebäude

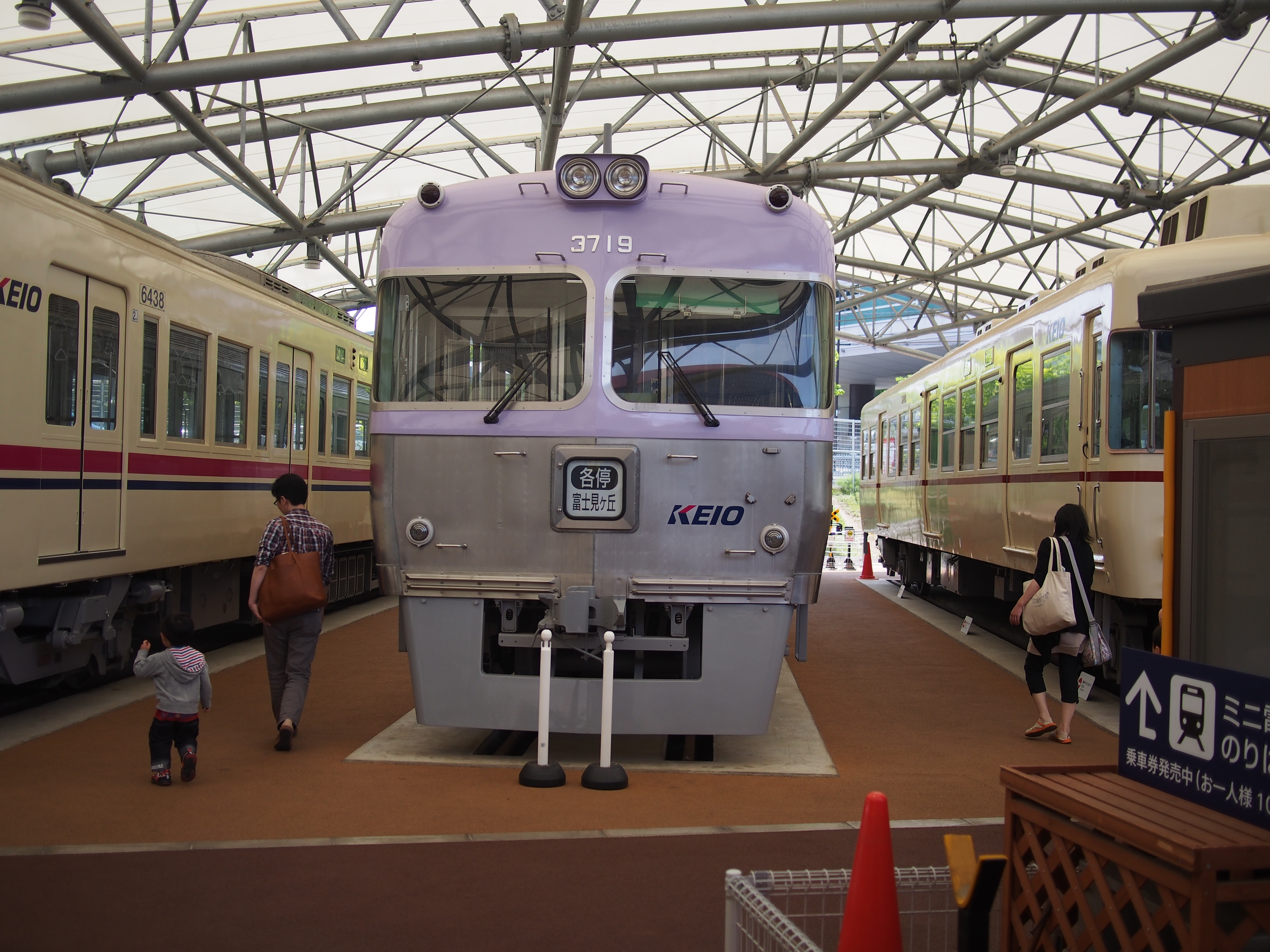
Triebwagen der Baureihe 3000, im Einsatz von 1979 bis 2009

Das Keio Rail-Land (jap. 京王れーるランド, Keiō Rēru Rando) ist ein Eisenbahnmuseum in Japan. Es befindet sich in Hino in der Präfektur Tokio, unmittelbar neben dem Bahnhof Tama-Dōbutsukōen. Das im Jahr 2000 eröffnete Museum gehört zur Keio Group und zeigt Fahrzeuge der Bahngesellschaft Keiō Dentetsu.

## Ausstellung
Das Museum ist stark auf die Bedürfnisse von Kindern ausgerichtet, die spielerisch an die Welt der Eisenbahnen herangeführt werden. Dazu gehören Fahrsimulatoren, ein Stellwerksimulator, eine Modelleisenbahnanlage in der Größe H0 und Spielzeugeisenbahnen. Hinzu kommt eine Ausstellung über die Geschichte der Bahngesellschaft, unter anderem mit historischen Uniformen.
In der teilweise offenen Wagenhalle sind Fahrzeuge der Keiō Dentetsu abgestellt, die fünf frühere Baureihen repräsentieren. Das älteste Fahrzeug stammt aus dem Jahr 1940. Rund um die Wagenhalle verkehrt eine Miniatureisenbahn. Ergänzt wird das Angebot um einen Souvenirladen.

## Geschichte
Beim Bau der Einschienenbahn Tama war abzusehen, dass die Fahrgastfrequenzen auf der teilweise parallel verlaufenden Keiō Dōbutsuen-Linie deutlich sinken würden. Um dem Rückgang entgegenzuwirken, beschloss das Management der Keiō Dentetsu verschiedene Maßnahmen. Unter anderem richteten Angestellte in einer eigens zu diesem Zweck an den Bahnhof Tama-Dōbutsukōen angebauten Halle ein Museum ein. Die Eröffnung war am 24. März 2000. Anlässlich der bevorstehenden 100-Jahr-Feier der Bahngesellschaft erhielt das Museum ein zweites Stockwerk und wurde um eine Wagenhalle ergänzt. Nach einer zwei Monate dauernden vorübergehenden Schließung erfolgte die Wiedereröffnung am 10. Oktober 2013.